# Braye-en-Laonnois
Braye-en-Laonnois – miejscowość i gmina we Francji, w regionie Hauts-de-France, w departamencie Aisne.
Według danych na styczeń 2014 roku gminę zamieszkiwało 229 osób, a gęstość zaludnienia wynosiła 28,3 osób/km².